# Can't Take That Away from Me
Can't Take That Away from Me —en español: «No se puede quitar eso de mí»— es el primer mixtape de la cantante y actriz Jojo, fue lanzado el 7 de septiembre del 2010 en el sitio Rap-Up.com. Este fue lanzado con la idea de no hacer esperar mucho tiempo a los fanáticos por su tercer álbum de estudio (2013).

## Antecedentes
A fines de 2009, JoJo confirmó que estaba trabajando con Clinton Sparks y el francés Chester en un mixtape con lanzamiento a fines del verano. Para julio de 2010, confirmó en una entrevista con Sam E. Goldberg que lanzaría su mixtape el próximo mes antes del tercer álbum. En agosto de 2010, concedió una entrevista al sitio Rap-Up.com, para dar más información acerca del mixtape, Can't Take That Away From Me, lanzado el 7 de septiembre de 2010. La cantante ha dicho sobre el mixtape: "Este mixtape es más experimental, tuve la oportunidad de explorar el aspecto completo de las cosas que me interesan y me inspira musicalmente. Considerando que el álbum, que quería hacer discos de música pop y de éxitos radiales y las cosas que me satisface , pero sobre todo para Jumping Trains, es más de un órgano permanente de trabajo". Añadió que el mixtape es más diferente a su tercer álbum. El primer sencillo del mixtape «In The Dark» es diferente a lo que la gente ha oído de ella. Ella dice acerca de «In The Dark»: "Es un sencillo muy sensual y hay un matiz de tristeza a la misma vez".

## Sencillo

### In The Dark
El track «In The Dark» fue lanzado el 30 de agosto de 2010 en Rap-Up.com como el primer y único sencillo promocional del álbum. Este fue escrito por Jojo y coescrito, producido por Jordan Gatsby. Para la promoción del sencillo, Jojo decidió grabar un video musical, el cual fue estrenado el 9 de septiembre en el sitio Rap-Up.com.

## Promoción
El álbum fue promocionado en distintas presentaciones y conciertos en vivo en el año 2010 llamado Then & Now Concert Tour, que dieron lugar en diferentes ciudades de los Estados Unidos. Durante 2011 participó en el acto de apertura de la gira Joe Jonas & Jay Sean Tour, mientras que interpretó «Boy Without A Heart» en el Jordin Sparks Experience y en el evento Girls Who Rock 2011.

## Listado de canciones
| N.º | Título                                      | Escritor(es)                      | Productor(es)      | Duración |  |
| 1.  | «Can't Take That Away from Me»              | Joanna Levesque, Mischke          | Neff-U             | 3:03     |  |
| 2.  | «Running on Empty»                          | Levesque, Mischke                 | Neff-U             | 3:16     |  |
| 3.  | «Pretty Please»                             | Levesque, Jim Beanz, Kenna        | Chad Hugo, Kenna   | 3:21     |  |
| 4.  | «Why Didn't You Call»                       | Levesque                          | State of Emergency | 3:28     |  |
| 5.  | «Just a Dream»                              | Levesque, Jordan Gatsby           | Jeremiah McConico  | 3:32     |  |
| 6.  | «When Does It Go Away» (con Travis Garland) | Garland, Beau Dozier              | Beau Dozier        | 4:16     |  |
| 7.  | «My Time Is Money»                          | Levesque, Nasri Atweh, Luke James | Oak                | 2:43     |  |
| 8.  | «What You Like» (con Jordan Gatsby)         | Levesque, Gatsby                  | Jordan Gatsby      | 3:39     |  |
| 9.  | «In the Dark»                               | Levesque, Gatsby                  | Jordan Gatsby      | 3:32     |  |
| 10. | «Boy Without a Heart»                       | Levesque, Atweh                   | The Messengers     | 4:15     |  |
| 11. | «All I Want Is Everything»                  | Levesque                          | Gatsby             | 3:04     |  |